# Сельце (Ґостинінський повіт)
Сельце (пол. Sielce) — село в Польщі, у гміні Санники Ґостинінського повіту Мазовецького воєводства.
Населення — 262 особи (2011).
У 1975-1998 роках село належало до Плоцького воєводства.

## Демографія
Демографічна структура станом на 31 березня 2011 року:
|          | Загалом | Допрацездатний вік | Працездатний вік | Постпрацездатний вік |
| -------- | ------- | ------------------ | ---------------- | -------------------- |
| Чоловіки | 129     | 32                 | 87               | 10                   |
| Жінки    | 133     | 29                 | 73               | 31                   |
| Разом    | 262     | 61                 | 160              | 41                   |